# Vitale Giordano
Pour les articles homonymes, voir Giordano.
Vitale Giordano, né à Bitonto le 15 octobre 1633 et mort à Rome le 3 novembre 1711, est un mathématicien napolitain. Mathématicien de la reine Christine de Suède, professeur à l'Académie de France à Rome crée par Louis XIV (1666) puis au collège « La Sapienza » (1685), il fut l'ingénieur du château Saint-Ange. Il est inhumé dans l'Église San Lorenzo in Damaso.

## Biographie
Né le 15 décembre 1633, à Bitonto, dans le royaume de Naples, il fut destiné à l’état ecclésiastique ; et ses parents, quoique pauvres, lui firent faire ses études. Il répondit mal à leurs soins; et, pour éviter les reproches de son père, il s’enfuit secrètement à Tarente, où il épousa une fille de basse condition et sans fortune. L’état misérable dans lequel il se trouvait ne fut pas capable de le tirer de son apathie. Un jour, un de ses beaux-frères lui ayant reproché sa conduite avec aigreur, Vitale s’élança sur lui, et, l’ayant saisi à la gorge, l’étouffa. Pour se dérober aux poursuites de la justice, il s’embarqua sur un vaisseau qui se rendait à Venise, et s’enrôla dans les troupes qu’Innocent X levait alors contre les Turcs. Il se trouva à plusieurs combats, et s’y distingua. L’amiral ayant eu l’occasion d’apprécier sa capacité, lui donna l’emploi de secrétaire de sa galère, qui était vacant. Vitale l’accepta avec plaisir ; mais il fut d’abord très-embarrassé pour établir ses comptes, parce qu’il ignorait les premières règles de l’arithmétique : il les devina par un effort de génie, et ce premier succès lui donna du goût pour l’étude. De retour à Rome en 1659, il fut admis dans la garde du Château Saint-Ange, et résolut d’employer ses loisirs à étudier les mathématiques. Il ne connaissait encore que l’arithmétique de Clavius : un ouvrage de Viète lui tomba alors entre les mains, et la difficulté qu’il éprouvait à le comprendre pensa le faire renoncer à son projet. Heureusement un de ses amis lui conseilla de lire les Éléments d’Euclide, et il en saisit toutes les propositions avec une telle facilité que son ardeur pour les mathématiques s’en augmenta encore. Ses progrès dans cette science furent extraordinaires, et lui méritèrent des protecteurs qui lui achetèrent son congé et lui procurèrent tous les secours dont il avait besoin pour étudier. Il fut bientôt en état d’enseigner lui-même ; et sa réputation l’ayant fait connaitre de la reine Christine de Suède, elle le nomma son mathématicien. Il fut ensuite choisi pour professer les mathématiques à l’académie fondée à Rome en 1666, par Louis XIV. Le pape Clément X lui donna en 1672 la place d’ingénieur du Château Saint-Ange, et en 1685 il fut nommé à la chaire des mathématiques du collège de la Sapience. Vitale manda alors à sa femme de venir le rejoindre ; mais elle ne voulut point y consentir. Son fils ne demeura que quelques années près de lui, parce que l’air de Rome ne convenait point à sa santé. Il passa donc sa vieillesse seul, souvent malade par l’excès du travail, et mourut le 5 novembre 1711, à 78 ans. Il était depuis 1691 membre de l’Académie d'Arcadie, et son éloge y fut prononcé. Dans le nombre de ses élèves, on doit distinguer mademoiselle Marie-Marguerite-Catherine Goy, Parisienne, qui composa un ouvrage intitulé Studio di matematica, in-fol., dont il existait une copie dans la bibliothèque de Floncel.

## Publications

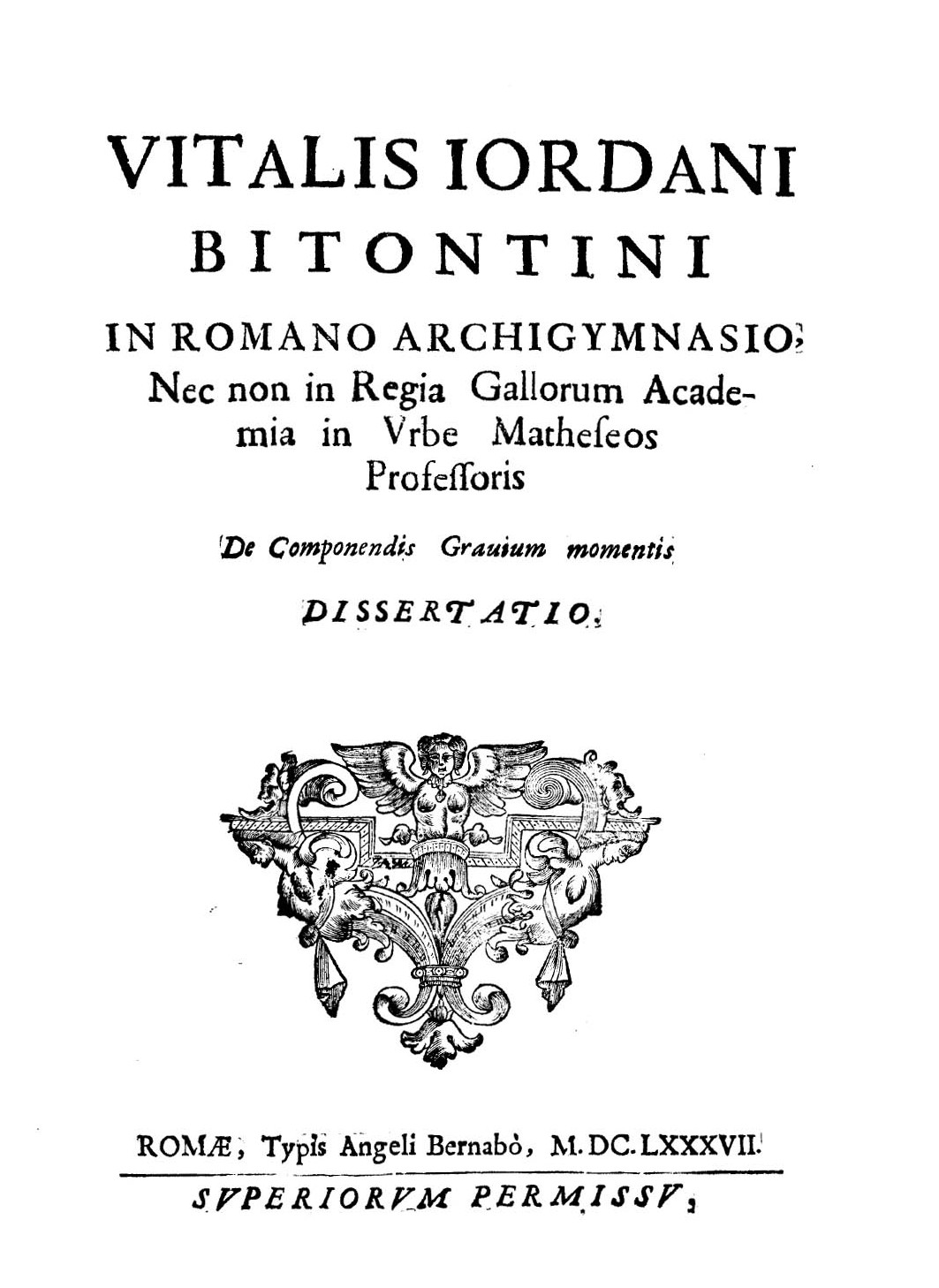
De componendis gravium momentis.
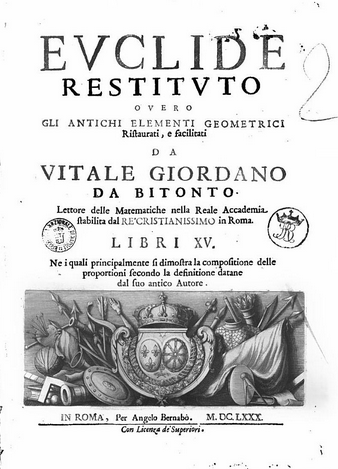
Euclide Restituto, Rome, 1680

- Lexicon mathematicum astronomicum geometricum, Paris 1668, puis Rome, 1690, avec ajouts ;
- Corso di matematica che comprende Euclide restituto, Rome, 1680-1686, in-fol. Ce cours de mathématiques devait avoir plusieurs volumes ; mais il n’y a que le premier qui ait été imprimé.
- De componendis gravium momentis, ibid., 1685 ;
- Fundamentum doctrinæ motus gravium, ibid., 1686 et 1715.